# Adelita Ravanales
Adelita Ravanales Arriagada (14 de octubre de 1964) es una abogada, profesora y jueza chilena, integrante de la Corte Suprema de Chile. A partir de marzo de 2022, también integra el Tribunal Calificador de Elecciones.

## Trayectoria
Realizó sus estudios secundarios en el Liceo N° 7 de Niñas de la comuna de Providencia. Ingresó a estudiar en la Facultad de Derecho en la Pontificia Universidad Católica de Chile, titulándose de abogada el 24 de octubre de 1988.
Ingresó al Poder Judicial de Chile en 1990, como secretaria abogada del Juzgado de Letras de Mariquina, en la Región de Los Ríos. En el mes de enero de 1991 asumió como relatora de la Corte de Apelaciones de Valdivia, en la que se desempeñó hasta el 2000, cuando asumió como jueza titular del 19 Juzgado Civil de Santiago. Luego, entre los años 2002 y 2007 fue relatora de la Corte Suprema, para luego asumir como ministra de la Corte de Apelaciones de Santiago.
El 3 de septiembre de 2020 el presidente Sebastián Piñera propuso al Senado de Chile la aprobación de su nombre para integrar la Corte Suprema, para proveer la vacante provocada por la jubilación del ministro Hugo Dolmestch Urra. En su sesión del 1º de octubre de 2020, la Cámara Alta aprobó la designación por unanimidad. Prestó el juramento de rigor el 15 de octubre de ese año, asumiendo su cargo en esa oportunidad.
Su nominación y elección para la Corte Suprema vino luego del rechazo del Senado al nombre de Raúl Mera Muñoz.
Se ha desempeñado como profesora de derecho en la Universidad Austral de Chile, en la Escuela de Carabineros y en la Academia Judicial.